# Orquesta del Festival de Budapest
La Orquesta del Festival de Budapest (en húngaro: Budapesti Fesztiválzenekar) fue formada en 1983 por Iván Fischer y Zoltán Kocsis con músicos "escogidos entre la crema de los jóvenes instrumentistas de Hungría", como The Times puso de manifiesto. Su objetivo era hacer de los conciertos de la orquesta acontecimientos significativos en la vida musical de Hungría y dar a Budapest una nueva Orquesta Sinfónica de nivel internacional.

## Historia
Entre los años 1992 y 2000 la orquesta planificó temporadas de conciertos completas, operando bajo la tutela del Municipio de Budapest y la nueva Fundación BFO, formada por quince empresas multinacionales y bancos húngaros.A partir de la temporada 2000/2001 la orquesta está gestionada por la Fundación BFO, con el apoyo del Ayuntamiento de Budapest, bajo un contrato renovable cada cinco años. En el año 2003 el Ministerio de Patrimonio Cultural declaró a la orquesta una institución nacional apoyada por el estado.
Desde su fundación el director Musical de la BFO ha sido Iván Fischer.
La Orquesta del Festival es ahora una parte importante de la vida musical de Budapest y actúa por todo el mundo en lugares como: Salzburg (Festival de Verano), Viena (Musikverein, Konzerthaus), Lucerna (Festival), Montreux, Zürich (Tonhalle), Nueva York (Carnegie Hall, Avery Fisher Hall), Chicago, Los Ángeles (Hollywood Bowl), San Francisco, Montreal, Tokio (Suntory Hall), Hong Kong, París (Théâtre des Champs-Elysées), Berlín, Múnich, Fráncfort (Alte Oper), Londres (BBC Proms Festival, Barbican Center, Royal Festival Hall), Florencia (Maggio Musicale), Roma (Accademia di Santa Cecilia), Ámsterdam (Concertgebouw), Madrid, Atenas, Copenhague, Praga (Festival Musical Internacional Primavera de Praga), Bruselas (Flamish Festival) y Buenos Aires (Teatro Colón).
Después de haber grabado en Hungaroton, Quintana, Teldec, Decca, Ponty y Berlín Classics, la orquesta firmó un contrato de registro exclusivo con Philips Classics en 1996. En 2003 la BFO firmó un acuerdo de cooperación con Channel Classics Records.
Entre los músicos que han actuado con la orquesta se incluyen: Sir Georg Solti (quién fue director invitado honorario de la orquesta hasta su muerte), Yehudi Menuhin, Kurt Sanderling, Eliahu Inbal, Charles Dutoit, Gidon Kremer, Sándor Végh, András Schiff, Heinz Holliger, Agnes Baltsa, Ida Haendel, Martha Argerich, Hildegard Behrens, Yuri Bashmet, Rudolf Barshai, Kiri te Kanawa, Radu Lupu, Thomas Zehetmair, Vadim Repin, Helen Donath, Richard Goode.
Entre los proyectos más importantes de la orquesta se incluyen sus producciones de ópera que son escenificadas conjuntamente con el Palacio de las Artes; como las aclamadas interpretaciones de Don Giovanni, Las Bodas de Fígaro, La Flauta Mágica (Budapest), Così fan tutte (Atenas), Idomeneo (Atenas/Budapest), Orfeo y Euridice (Bruselas/Budapest), Il turco en Italia (París), el ciclo de obras y actuaciones que señalaron el 50.º aniversario de la muerte de Bartók (Bruselas/Budapest/Colonia/Nueva York/París), el ciclo de las sinfonías de Mahler durante varios años (Budapest/Lisboa/Fráncfort/Viena), la serie de actuaciones para el centenario de la muerte de Brahms, un ciclo Bartók-Stravinsky (Edimburgo/Londres/San Francisco/Nueva York) y un ciclo Liszt-Wagner en enero de 2004 (Budapest/Bruselas/Londres). En 2005 la orquesta lanzó su Budapest Mahlerfest, que se celebra cada año.
La orquesta ha estrenado muchas obras de compositores húngaros y de otros países (Ustvolskaia, Eötvös, Kurtág, Schönberg, Holliger, Tihanyi, Doráti, Copland, Adams). También encarga regularmente nuevas obras (Jeney, Sáry, Lendvay, Vajda, Mártha, Melis, Vidovszky, Tihanyi, Orbán, Láng, Gyöngyösi).

## Actividades musicales
El Bridging Europe Festival, Festival propio de la Orquesta, se centra en la cultura de una nación distinta cada año y se presenta en conjunto con el Palacio de las Artes de Budapest, así como los famosos maratones musicales que presentan los trabajos de un solo compositor en un día entero. 
En 2014 la Orquesta dedicó dos Community Weeks (semanas comunitarias) de conciertos gratis en las S.O.S. Aldeas Infantiles, Hogares de Ancianos, así como en iglesias y sinagogas, conciertos que continúan en años sucesivos.
La Orquesta Festival ofrece conciertos con regularidad a jóvenes audiencias, incluyendo los "Conciertos Cocoa" para los más pequeños y los programas "Elige tu instrumento" para alumnos de Primaria. También celebran concursos de cine para alumnos de Secundaria, mientras se intenta alcanzar también a los jóvenes adultos a través de las Series Musicales de Media Noche ( Midnight Music Series), que han obtenido gran éxito. La orquesta también ha prestado atención a la música de cámara con conciertos en la tarde del domingo y las series Haydn-Mozart, donde los solistas de los conciertos son miembros de la orquesta. También hay que destacar los "Ensayos de Vestimenta Informal" con las introducciones de Iván Fischer a las obras que se interpretan y que se han convertido en favoritos de la audiencia musical de Budapest

## Reconocimientos
A través de los años, la BFO ha recibido los más altos reconocimientos. En el listado de los mejores eventos musicales del mundo en 2013 del New York Magazine, la producción de Las Bodas de Fígaro de la BFO obtuvo la mayor puntuación del año. Su registro de Bartók es El Mandarín Maravilloso recibió el Premio de Gramophone, el Diapason d'Or y Le Monde de la Musique lo escogió como su registro del año. Sus registros de la Sinfonía Fausto de Liszt y del Concierto para Orquesta de Bartók fueron escogidos entre los cinco mejores discos orquestales del año por Gramophone. Su interpretación de la Sinfonía n.º 5 de Mahler recibió gran aclamación y fue premiada con el Diapason d'Or y el Toblacher Komponierhäuschen para la Mejor Grabación de Mahler ( Best Mahler Recording).
En 2008 para Gramophone, críticos musicales de renombre internacional puntuaron a la Orquesta como la 9ª mejor del mundo, sobrepasando a agrupaciones tan prestigiosas como la Filarmónica de Nueva York y la Sinfónica de Boston.